# 企救町
企救町（きくまち）は、現在の福岡県北九州市東部にあたる、旧企救郡に存在した町。1937年9月1日、当時の小倉市に編入され消滅した。かつての町域は現在の小倉南区北部にあたり、行政の中心的存在である。

## 歴史
現在の地域としては、城野・北方・守恒・徳力・蒲生・南方、さらに小倉北区今町に相当する。
1907年6月1日、当時の城野村と東紫村が合併して「企救村」と改称。これが原型である。翌年の4月1日、西紫村が解体された際、このうちの蒲生と今村（現在の今町）が組み込まれ、村域が確定。1917年10月1日に町制を施行した。
しかし、小倉市に隣接していたことから、軍事都市であった小倉市の郊外地として早くから目をつけられ、町内に大日本帝國陸軍の駐屯地（現在は陸上自衛隊小倉駐屯地）や陸軍病院（現在は国立病院機構小倉医療センター）があったことなどから、町制20周年を目の前にした1937年9月1日、小倉市に編入されて消滅した。これを契機に小倉市はさらに膨張を続け、太平洋戦争の開戦直前には西谷村と中谷村までもが編入されている。
町役場はその後小倉市の出先機関となり、規模が縮小されていたが、1974年4月1日、北九州市小倉区が南北に分割された際、小倉南区役所となった。管内の出張所は以下の通り。
- 東谷村役場 → 小倉市役所東谷出張所 → 小倉区役所東谷出張所 → 小倉南区役所東谷出張所
- 西谷村役場 → 小倉市役所両谷出張所 → 小倉区役所両谷出張所 → 小倉南区役所両谷出張所
- 曽根町役場 → 小倉市役所曽根出張所 → 小倉区役所曽根出張所 → 小倉南区役所曽根出張所

また、この南北分割では、旧西紫村今村（現在の今町）が小倉北区に帰属となり、旧西紫村については、蒲生のみが小倉南区帰属ということになった。

### 行政区域の変遷
- 1889年4月1日 - 町村制施行に伴い企救郡に以下の3村が成立。
  - 城野村 ← 城野村・横代村・石田村・隠蓑村・堀越村・蜷田村
  - 東紫村 ← 北方村・守恒村・徳力村・南方村・志井村
  - 西紫村 ← 小熊野村・篠崎村・蒲生村・今村
- 1907年6月1日 - 城野村と東紫村が合併して企救村が成立。
- 1908年4月1日 - 西紫村の一部、大字蒲生、今を企救村へ編入。西紫村の残部、大字小熊野、篠崎は板櫃村へ編入。
- 1917年10月1日 - 企救村が町制施行して企救町となる。
- 1937年9月1日 - 小倉市へ編入され消滅。